# Distretto di Jamalpur
Il distretto di Jamalpur è un distretto del Bangladesh situato nella divisione di Mymensingh. Si estende su una superficie di 2031,98 km² e conta una popolazione di 2.292.674 abitanti (dato censimento 1991).

## Suddivisioni amministrative
Il distretto si suddivide nei seguenti sottodistretti (upazila):
- Dewanganj
- Baksiganj
- Islampur
- Jamalpur Sadar
- Madarganj
- Melandaha
- Sarishabari